# Rustavi International Motorpark
Гоночна траса «Руставі» розташована за 20 км по прямій від столиці Грузії міста Тбілісі. Названа по імені найближчого населеного пункту – міста Руставі. У 2011-2012 рр. повністю реконструйована за стандартами Категорії 2 FIA і стала першим професійним автодромом, побудованим в регіоні Закавказзя. В церемонії відкриття оновленої траси, яка відбулася 29 квітня  2012 року, взяв участь президент Грузії Михайло Саакашвілі за кермом боліда класу Формула-3.

## Історія
Остання гоночна траса, побудована в СРСР. Відкрита в 1978 році, траса «Руставі» мала  довжину 4040 м при ширині 18 м в зоні старту-фінішу, 14 м – в поворотах і 12 м – на прямих. В складі комплексу був картодром, траса для автокросу, мототрек з мотобольним полем, відкрита трибуна на 500-800 місць; поряд знаходилася технічна база і готель. Перші автогонки пройшли вкінці 1979 р. Етапи чемпіонатів СРСР проводились в Руставі 11 разів (1979-1989 рр.). Після розпаду СРСР траса не реконструювалася, дорожне покриття стало непридатним. У 2009 році ділянка землі із зруйнованою трибуною і напівзруйнованим дорожнім покриттям була придбана на державному аукціоні приватною компанією. В квітні 2011 року на будівельному майданчику побував президент FIA Жан Тодт.

## Реконструкція
Траса повністю реконструйована, конфігурація ряду поворотів змінена. Виконаний значний об’єм ландшафтних робіт, в ході яких переміщено понад 250000 м³ ґрунту. Побудовано дві стаціонарні трибуни: крита трибуна на 2000 посадочних місць і відкрита - на 3000 стоячих місць. Зведено будівлю технічних боксів (28 боксів, виконаних по стандарту FIA). Другий ярус будівлі служить додатковою трибуною, а також вміщує офіси, ресторан на 200 місць і конференц-зал. Третій поверх займає вежа управління гонкою.
Для проїзду вантажівок в паддок, між поворотами 2 і 3 виконаний тунель. Головна трибуна зв’язана з паддоком пішохідним тунелем. Міст з двома сванськими баштами дозволить глядачам попасти на Трибуну 3.
Траса оснащена декількома сучасними інженерними системами: відеоспостереженням, камерами високої роздільності, які покривають 100% дистанції, 14 світлодіодними світлофорами з електронним управлінням, оптоволоконною мережею, системою розподілу звуку, а також системою хронометражу марки AMB, яка ділить трасу на 3 сектори.
Старт-фінішна пряма подовжена до 830 метрів і стала придатною для дрег-рейсінгу.

## Безпека
Після реконструкції траса стала відповідати вимогам безпеки, які пред'являються  до автодромів Категорії 2 FIA. Це дозволяє приймати на ній більшість світових гоночних серій, включаючи GP2. Всі зони вильоту мають гравійне покриття, а в найбільш критичних місцях покладений асфальт.

## Події
У 2012 році на автодромі проходить ряд автоспортивних подій, в тому числі: Відкритий Чемпіонат Грузії з автогонок в класах Formula Alfa и Legends car racing, парні гонки, дрифтінг, картинг, мотогонки і клубні заїзди. Квитки продаються в середньому за ціною 5 ларі (приблизно 25 гривень) і можуть бути придбані на місці. Головні події висвітлюються телекомпанією Georgian Public Broadcaster. С 14 липня 2012 року приймаються ставки на заїзди в основних класах машин - Формула Альфа и Легендс.

## Команди
Автодром служить базою для декількох знову створених гоночних команд, таких як Gulf Racing, Liberty Bank Racing, MIA Force, Команда "Аджара", VTB Bank, Команда Міністерства Спорту і Команда GPB.

## Характеристики траси
Довжина: 4140 м 

Мінімальна ширина: 12,5 м 

Максимальна ширина: 21,5 м 

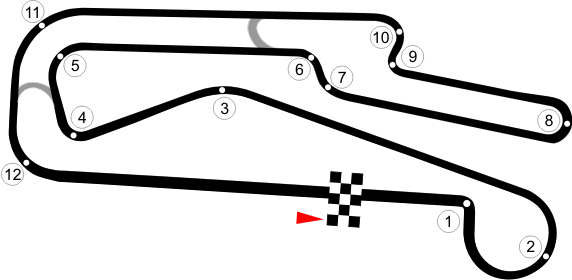
Rustavi International Motorpark

Довжина старт-фінішної прямої: 667 м 

Напрям руху: проти годинникової стрілки 

Максимальний поздовжній підйом: 3,16% 

Мінімальний поздовжній спуск: 2,5% 

Мінімальний поперечний ухил: 1,75% 

Максимальний поперечний ухил: 8% 

Повороти: 7 лівих, 5 правих 

Місткість трибун на першому етапі будівництва: 7500. 

Кількість піт-боксів: 28 

Розмір одного піт-боксу: 6 x 14 м 

Розрахункова максимальна швидкість для автомобіля GP2: 282 км/год.

## Конфігурації траси

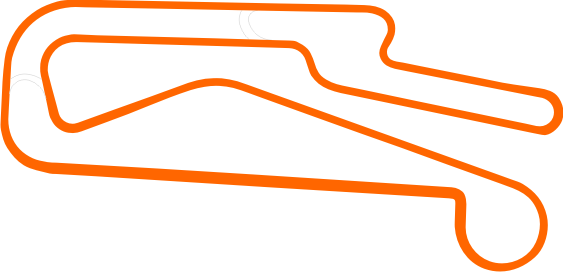
Конфігурація А - 4140 м
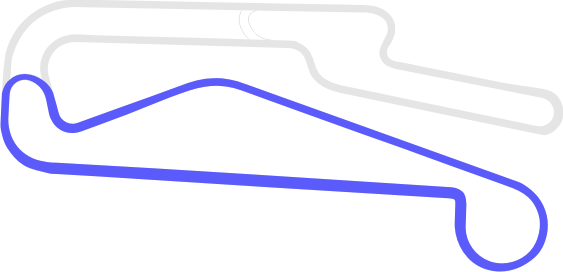
Конфігурація B - 2140 м
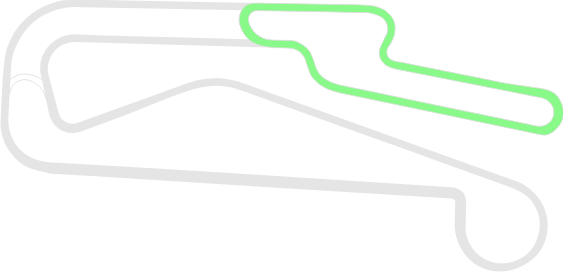
Конфігурація C - 1338 м